# Global Gladiators
Global Gladiators ist eine deutsche Spielshow, die seit 1. Juni 2017 auf ProSieben ausgestrahlt wird. Moderiert wurde die Sendung in der ersten Staffel von Maurice Gajda; dabei wurde er während der Team-Wettkämpfe durch den Kommentator Elmar Paulke unterstützt. In der zweiten Staffel kommentiert nur noch ein Off-Sprecher die Geschehnisse.

## Konzept
Acht teilnehmende Prominente bewältigen auf einer abenteuerlichen Reise diverse spielerische Team-Wettkämpfe. Sie leben und schlafen auf bescheidenem Wohnwagen-Niveau in einem umgebauten Frachtcontainer, mit 70 Zentimeter breiten Schlafkojen, der von einem Sattelschlepper gezogen wird. Weitgehend ohne Kontakt zur Außenwelt werden sie dabei rund um die Uhr von 26 Kameras beobachtet.
In jeder Folge müssen die Teams drei Herausforderungen meistern. Dabei werden ein, zwei bzw. drei Punkte verteilt. Das Team, das am Ende weniger Punkte hat, steht zur Nominierung. Kommt es zu einer Punktegleichheit, entscheidet eine Schätzfrage über den Sieg. Alle verbliebenen Teilnehmer haben eine Stimme, dabei kann man sich nicht selbst nominieren. Der Teilnehmer, der von den anderen die meisten Stimmen zum Gehen erhalten hat, muss die Show verlassen. Sollte hier eine Stimmengleichheit auftreten, muss das Gewinnerteam gemeinsam entscheiden, wer ausscheidet.

## Staffeln

### Staffel 1: Afrika
Die erste Staffel entstand Anfang 2017 in Afrika. Die Reise ging dabei von Namibia bis zu den Victoriafällen in Sambia. Auf dem Weg dorthin wurden Zwischenstopps eingelegt, zum Beispiel am Fischfluss-Canyon. Ausgestrahlt wurde die Staffel zwischen dem 1. Juni bis zum 6. Juli 2017.
Die prominenten Teilnehmer treten in zwei Teams („Team Blau“ und „Team Rot“) gegeneinander an. Ab Folge 2 muss jeweils ein, ab Folge 5 müssen zwei Teilnehmer die Show verlassen.
| Platz | Teilnehmer      | Bekannt als                                  | Team |
| ----- | --------------- | -------------------------------------------- | ---- |
| 1     | Oliver Pocher   | Komiker                                      | Blau |
| 2     | Lilly Becker    | Ehefrau von Boris Becker                     | Rot  |
| 3     | Nadine Angerer  | Fußballspielerin                             | Blau |
| 4     | Mario Galla     | Model                                        | Blau |
| 5     | Pietro Lombardi | Gewinner von Deutschland sucht den Superstar | Blau |
| 6     | Raúl Richter    | Schauspieler, Moderator, Synchronsprecher    | Rot  |
| 7     | Ulf Kirsten     | Fußballspieler                               | Rot  |
| 8     | Larissa Marolt  | Gewinnerin von Austria’s Next Topmodel       | Rot  |

### Staffel 2: Thailand
Eine zweite Staffel wurde Anfang 2018 bestätigt. Die Dreharbeiten erfolgten Ende Februar in Thailand. Der Beginn der Ausstrahlung war der 23. August 2018.
| Platz | Teilnehmer       | Bekannt als                                                                                                | Team |
| ----- | ---------------- | --- | ---- |
| 1     | Lucas Cordalis   | Sänger, Sohn von Costa Cordalis, Ehemann von Daniela Katzenberger                                          | Rot  |
| 2     | Miriam Höller    | Kandidatin bei Germany’s Next Topmodel, Stuntfrau                                                          | Rot  |
| 3     | Joey Heindle     | Kandidat bei Deutschland sucht den Superstar, Gewinner von Ich bin ein Star – Holt mich hier raus!, Sänger | Rot  |
| 4/5   | Sabrina Setlur   | Rapperin                                                                                                   | Blau |
| 4/5   | Ben Blümel       | Sänger | Blau |
| 6     | Manuel Cortez    | Schauspieler, Gewinner von Let’s Dance                                                                     | Blau |
| 7     | Sabia Boulahrouz | Model, Ex-Frau von Khalid Boulahrouz, Ex-Freundin von Rafael van der Vaart                                 | Rot  |
| 8     | Jana Pallaske    | Schauspielerin                                                                                             | Blau |

## Rezeption

### Einschaltquoten

#### Staffel 1
| Folge | Datum         | Zuschauer Gesamt | Zuschauer 14 bis 49 Jahre | Marktanteil Gesamt | Marktanteil 14 bis 49 Jahre | Quellen       |
| ----- | ------------- | ---------------- | ------------------------- | ------------------ | --------------------------- | ------------- |
| 01    | 1. Juni 2017  | 1,31 Mio.        | 0,79 Mio.                 | 5,5 %              | 10,6 %                      | [ 3 ] [ 4 ]   |
| 02    | 8. Juni 2017  | 1,45 Mio.        | 0,91 Mio.                 | 5,6 %              | 10,7 %                      | [ 4 ] [ 5 ]   |
| 03    | 15. Juni 2017 | 1,19 Mio.        | 0,77 Mio.                 | 4,7 %              | 9,6 %                       | [ 6 ] [ 7 ]   |
| 04    | 22. Juni 2017 | 1,33 Mio.        | 0,80 Mio.                 | 5,1 %              | 8,8 %                       | [ 8 ] [ 9 ]   |
| 05    | 29. Juni 2017 | 1,16 Mio.        | 0,61 Mio.                 | —                  | 6,1 %                       | [ 10 ] [ 11 ] |
| 06    | 6. Juli 2017  | 1,43 Mio.        | 0,82 Mio.                 | 5,7 %              | 10,4 %                      | [ 12 ]        |

#### Staffel 2
| Folge | Datum         | Zuschauer Gesamt | Zuschauer 14 bis 49 Jahre | Marktanteil Gesamt | Marktanteil 14 bis 49 Jahre | Quellen |
| ----- | ------------- | ---------------- | ------------------------- | ------------------ | --------------------------- | ------- |
| 01    | 23. Aug. 2018 | 1,14 Mio.        | 0,62 Mio.                 | 4,7 %              | 8,9 %                       | [ 13 ]  |
| 02    | 30. Aug. 2018 | 1,37 Mio.        | 0,84 Mio.                 | 5,2 %              | 10,8 %                      | [ 14 ]  |
| 03    | 13. Sep. 2018 | 1,30 Mio.        | 0,76 Mio.                 | 4,7 %              | 8,6 %                       | [ 15 ]  |
| 04    | 20. Sep. 2018 | 1,07 Mio.        | 0,62 Mio.                 | 4,0 %              | 7,3 %                       | [ 16 ]  |
| 05    | 27. Sep. 2018 | 0,96 Mio.        | 0,61 Mio.                 | 3,6 %              | 7,3 %                       | [ 17 ]  |
| 06    | 4. Okt. 2018  | 1,14 Mio.        | 0,66 Mio.                 | 3,9 %              | 7,3 %                       | [ 18 ]  |